# ویلهلم بلکون
ویلهلم بلکون (انگلیسی: Wilhelm Bleckwenn; ۲۱ اکتبر ۱۹۰۶ – ۱۰ مهٔ ۱۹۸۹) از ژنرال‌های ورماخت در آلمان نازی در زمان جنگ جهانی دوم بود.وی از فرماندهان لشکر یکم پیاده‌نظام نیروی دریایی بود.

## نشان‌ها و جوایز
- صلیب آلمانی طلا (۱۴ آوریل ۱۹۴۲)
- صلیب شوالیه آهنین با برگ‌های بلوط 
  - صلیب شوالیه (۶ آوریل ۱۹۴۴)
  - برگ‌های بلوط (۱۸ اکتبر ۱۹۴۴)